# سرگئی کاتاناندوف
سرگئی کاتاناندوف (روسی: Серге́й Леонидович Катанандов؛ زادهٔ ۲۱ آوریل ۱۹۵۵) سیاست‌مدار اهل کشور روسیه است. وی بین سال‌های ۲۰۰۲ تا ۲۰۱۰ رئیس جمهور جمهوری کارلیا در روسیه بوده است.